# 카누폴로
카누폴로 (Canoe polo), 또는 카약폴로는 카약을 타고 겨루는 구기 종목 중 하나로, 상대편 골대에 공을 넣는 단체 경기이다. 보트 조종 실력과 구기 실력을 필요로 하며, 선수 개개인의 스피드와 체력은 물론 전략과 포지션 플레이도 중요한 스포츠이기도 하다.
카누폴로의 기원은 19세기 말 영국에서 비롯되었다. 1875년 영국의 〈펀치〉지에는 바다에서 카누폴로를 즐겼다는 기사가 실렸다. 기사에 실린 사진에는 남성과 여성이 목에서 무릎까지 물에 잠겨있는 복장으로, 덮개가 두 개인 배를 타고선 카누의 노를 이용해 물에 떠있는 골대에 골을 넣는 것을 목표로 경기를 하는 것으로 나와있다. 비슷한 시기에 미국에서도 카누폴로를 즐겼으며 1905년 펜실베이니아의 로키 글렌에서 첫 게임이 열렸다. 오늘날 카누폴로가 자리잡게 된 것은 1987년 독일 뒤스부르크에서 첫 국제 대회가 열리면서부터이다.
카누폴로는 각각 5명의 선수로 두 개의 팀이 직사각형의 경기장에서 10분 동안 두 번 이상의 하프타임을 갖고서 진행된다. 카누폴로에 사용되는 공은 수구에서 이용되는 공과 같으며 손이나 노를 이용해 치거나 던질 수 있다. 이 규칙은 국제 카누 연맹이 1990년에 제정한 것이다.
카누폴로의 국제 선수권 대회로는 국제카누연맹이 주관하는 ICF 카누폴로 세계 선수권대회가 1994년부터 2년마다 개최되고 있다. 올림픽 종목으로 채택된 적은 없으며, 월드 게임에서는 2005년부터 경기 종목으로 신설되었다. 또 아시안 게임에서는 2018년 아시안 게임에서 시범종목으로 채택된 바 있다.

## 같이 보기
- 수구